# Chiesa cattolica in Slovenia

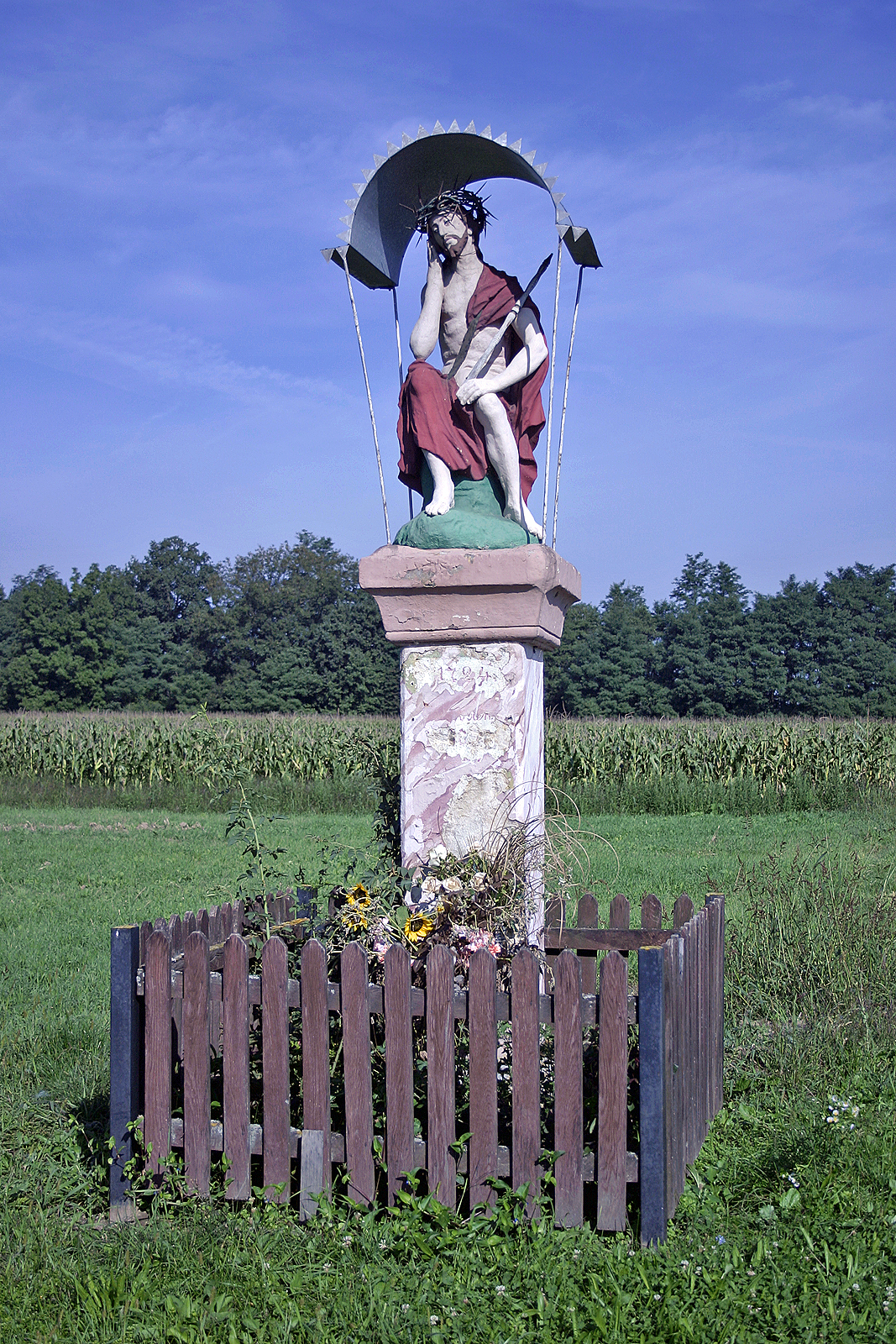
Pilone votivo di Cristo incoronato di spine eretto nel 1724, lungo la strada da Murska Sobota a Ljutomeru

La Chiesa cattolica in Slovenia conta circa 1.623.000 battezzati, pari al 78% della popolazione della Slovenia.

## Storia
La Slovenia è da secoli una terra di tradizione religiosa cattolica, ma solo nella seconda metà del XX secolo ha acquisito una sua precisa identità, distinta da quella delle regioni vicine. La diocesi più antica, quella di Capodistria, risale al VI secolo e fu a lungo unita alla diocesi di Trieste. Quella di Lavant (che poi ha assunto il nome di diocesi di Maribor), istituita nel XIII secolo ebbe sede fino al 1857 in Carinzia e fu suffraganea di Salisburgo fino al 1924. La sede di Lubiana fu eretta nel XV secolo (anche se una diocesi vi era già stata fondata nel IV secolo quando la città si chiamava Emona ma poi la sede era stata trasferita sulla costa adriatica a formare la diocesi di Cittanova) e gravitò, almeno formalmente, nell'orbita del patriarcato di Aquileia fino al 1752. Nel 1788 essa fu elevata a sede metropolitana ma già nel 1807 tornò semplice diocesi (dal 1830 suffraganea dell'arcidiocesi di Gorizia), solo nel 1961 ridivenne sede arcivescovile ed ebbe Maribor come suffraganea dal 1968. Nel 1977 fu ripristinata l'autonomia della diocesi di Capodistria, e anch'essa fu resa suffraganea di Lubiana.
Un importante contributo all'identità della Chiesa cattolica slovena si ebbe nel 1991 con la dichiarazione di indipendenza del Paese. Nel 1992 furono formalmente intraprese le relazioni diplomatiche tra il nuovo Stato e la Santa Sede e a gennaio 1993 istituita la conferenza episcopale nazionale. Nel 2006 papa Benedetto XVI ha elevato al rango di arcidiocesi metropolitana anche la diocesi di Maribor e istituito le nuove sedi episcopali di Novo Mesto, Celje e Murska Sobota.
Nel 2010 una serie anomala di richieste di mutui da parte dell'arcidiocesi di Maribor indusse la Santa Sede a inviare in Slovenia un visitatore apostolico, che portò alla luce una dissennata gestione finanziaria che si protraeva almeno dal 2003. La questione in effetti nel 2007 era già stata oggetto di inchieste giornalistiche, che tra le altre questioni stigmatizzavano la scelta di avere partecipazioni, sia pure indirette, in un'emittente televisiva pornografica. A detta degli ispettori ministeriali l'entità del debito rendeva quello della Chiesa cattolica slovena il più grande crac finanziario della storia del Paese. Le conseguenze non tardarono: nel 2011 l'anziano arcivescovo Franc Kramberger fu costretto a dimettersi e per la stessa ragione nel 2013 furono indotti a presentare le dimissioni anche il suo successore, Marjan Turnšek, e l'arcivescovo di Lubiana Anton Stres, primate di Slovenia e presidente della Conferenza episcopale slovena, che era stato a lungo vescovo ausiliare di Maribor.

## Organizzazione ecclesiastica
Dal 2006 il territorio sloveno è suddiviso in due province ecclesiastiche di rito romano, ciascuna costituita da un'arcidiocesi e due diocesi suffraganee:
- Arcidiocesi di Lubiana
  - Diocesi di Capodistria
  - Diocesi di Novo Mesto
- Arcidiocesi di Maribor
  - Diocesi di Celje
  - Diocesi di Murska Sobota

I fedeli di rito bizantino rientrano nella giurisdizione dell'eparchia di Križevci, con sede in Croazia.

## Conferenza episcopale

Logo della Conferenza episcopale slovena.

La Conferenza episcopale slovena (in sloveno: Slovenska Škofovska Konferenca) è stata istituita il 19 febbraio 1993, quando papa Giovanni Paolo II ne approvò gli statuti.

### Presidenti
- Arcivescovo Alojzij Šuštar (1992 - 1997)
- Arcivescovo Franc Rodé, C.M. (1997 - 2004)
- Arcivescovo Franc Kramberger (2004 - 16 marzo 2007)
- Arcivescovo Alojzij Uran (16 marzo 2007 - 28 novembre 2009)
- Arcivescovo Anton Stres, C.M. (febbraio 2010 - 31 luglio 2013)
- Vescovo Andrej Glavan (agosto 2013 - 13 marzo 2017)
- Arcivescovo Stanislav Zore, O.F.M. (13 marzo 2017 - 24 marzo 2022)
- Vescovo Andrej Saje, dal 24 marzo 2022

### Vicepresidenti
- Arcivescovo Alojzij Uran (6 dicembre 2004 - 16 marzo 2007)

...
- Vescovo Stanislav Lipovšek (agosto 2013 - 13 marzo 2017)
- Arcivescovo Alojzij Cvikl, S.I. (13 marzo 2017 - 24 marzo 2022)
- Vescovo Peter Štumpf, S.D.B., dal 24 marzo 2022

### Segretari generali
- Monsignore Anton Štrukelj (1993 - 2002)
- Monsignore Andrej Saje (aprile 2003 - 2013)
- Presbitero Tadej Strehovec, O.F.M., dal 2013

## Nunziatura apostolica
Santa Sede e Slovenia mantengono relazioni diplomatiche dall'8 febbraio 1992.

### Nunzi apostolici
- Pier Luigi Celata (24 giugno 1992 - 6 febbraio 1995 nominato nunzio apostolico in Turchia)
- Edmond Y. Farhat † (26 luglio 1995 - 11 dicembre 2001 nominato nunzio apostolico in Turchia e Turkmenistan)
- Marian Oles † (11 dicembre 2001 - 1º maggio 2002 dimesso)
- Giuseppe Leanza (15 maggio 2002 - 22 febbraio 2003 nominato nunzio apostolico in Bulgaria)
- Santos Abril y Castelló (9 aprile 2003 - 9 gennaio 2011 ritirato)
- Juliusz Janusz (10 febbraio 2011 - 21 settembre 2018 dimesso)
- Jean-Marie Speich (19 marzo 2019 - 12 aprile 2025 nominato nunzio apostolico nei Paesi Bassi)
- Luigi Bianco, dal 20 maggio 2025